# Anthogonium gracile
Genre
Espèce
Classification phylogénétique
Anthogonium gracile est une espèce de plantes à fleurs de la famille des Orchidaceae (les orchidées), de la sous-famille des Epidendroideae et du genre monospécifique Anthogonium.

## Description

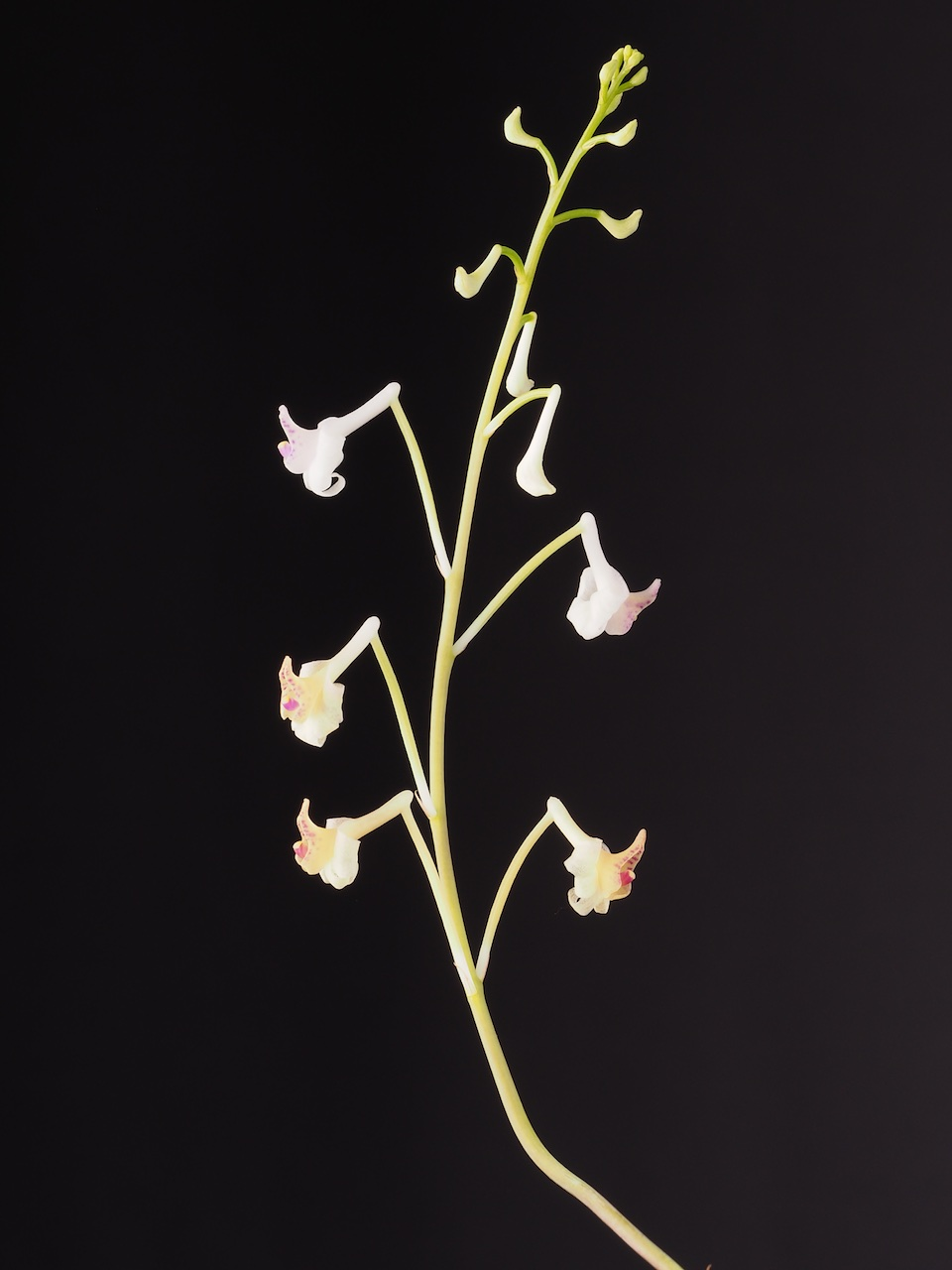
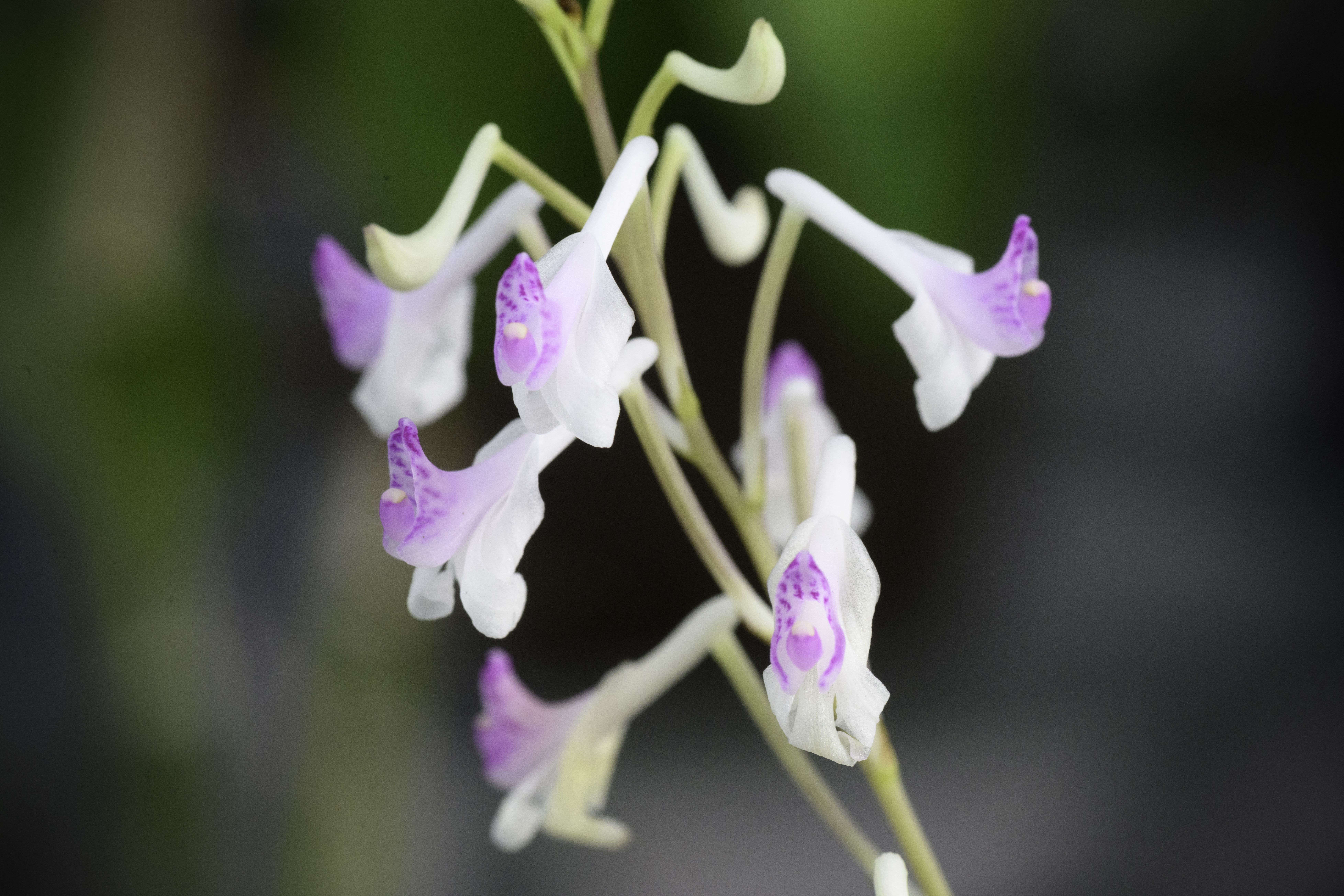
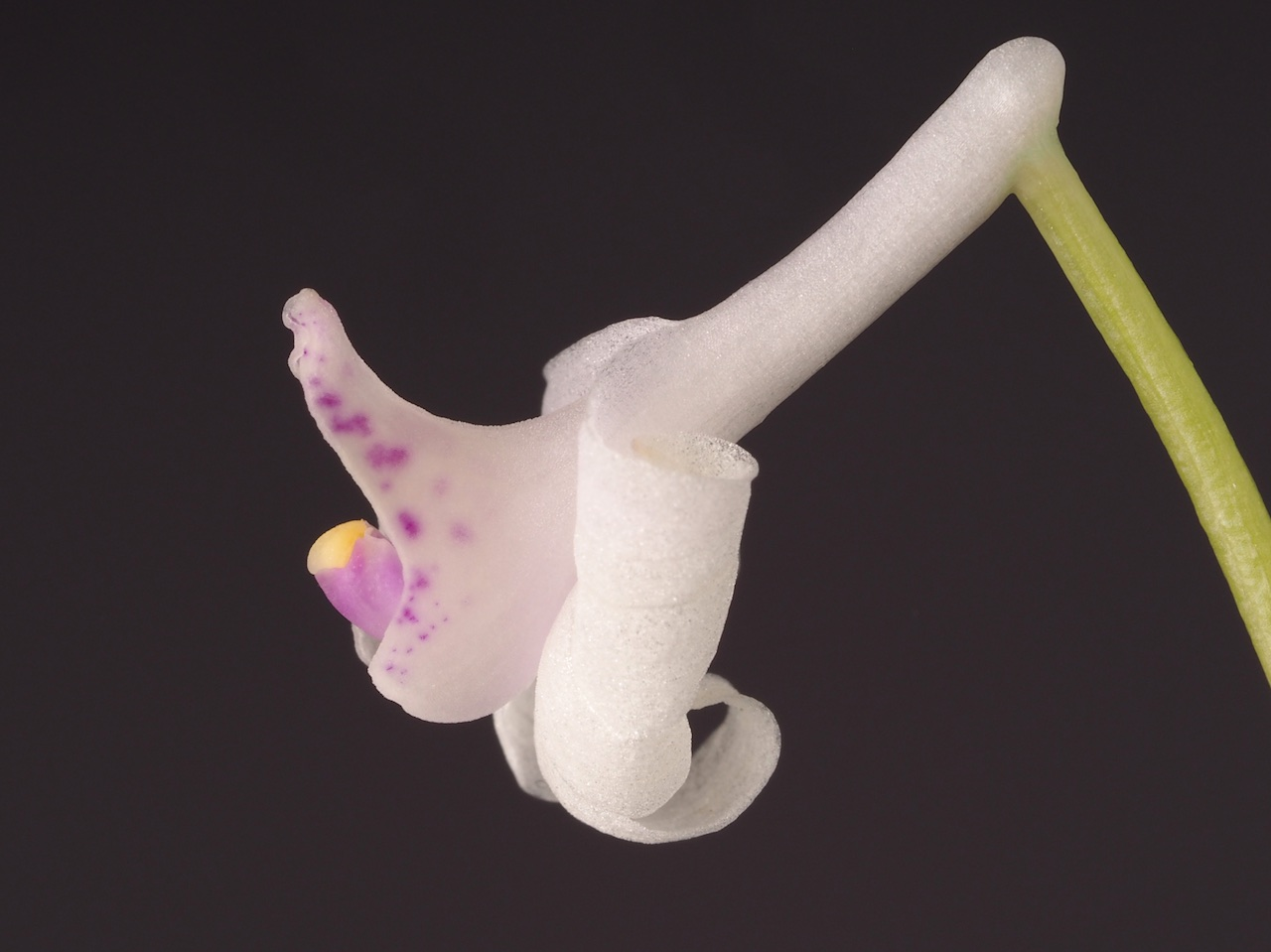
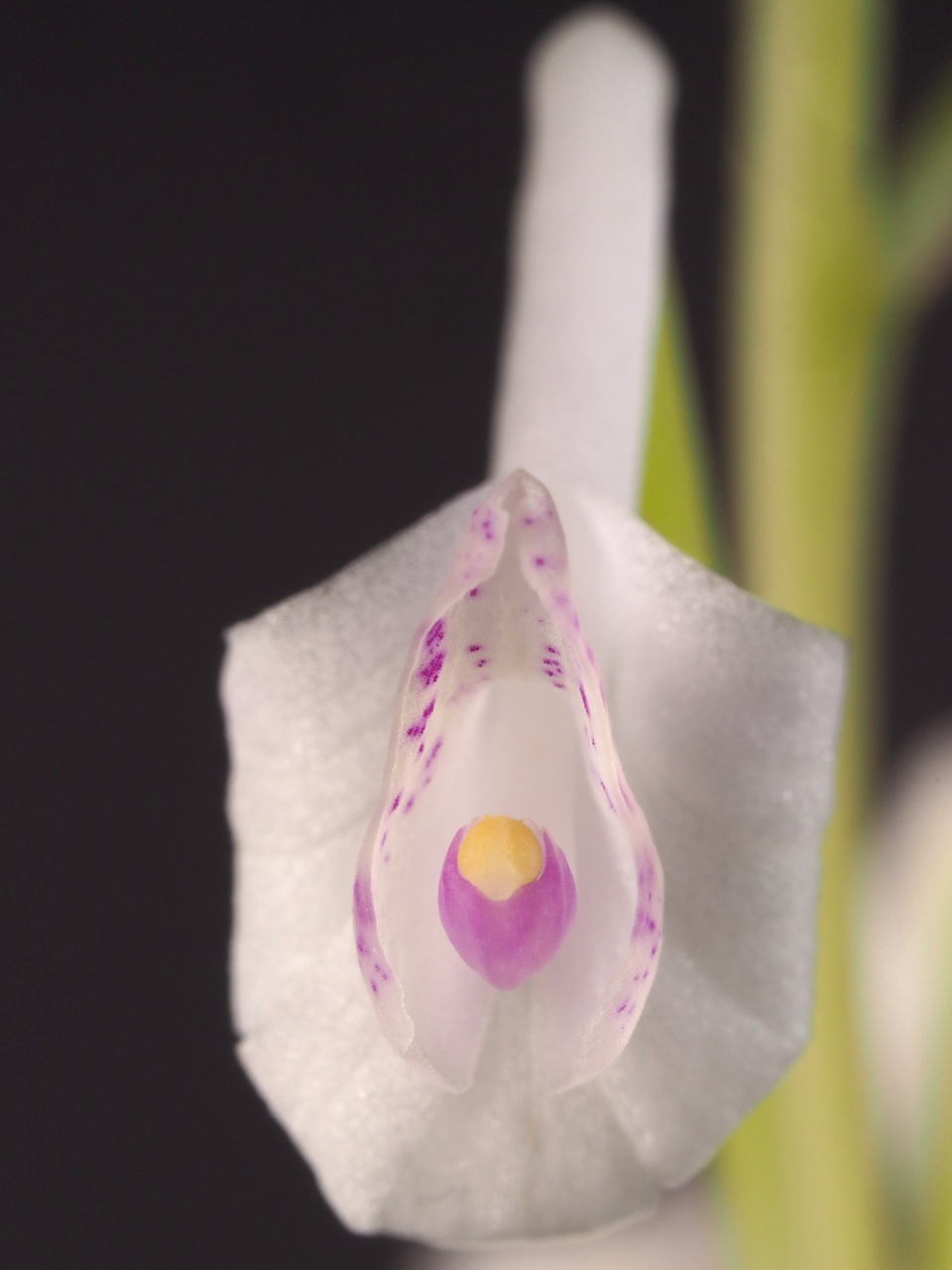

## Répartition
Cette plante se rencontre en Asie du Sud-Est depuis l'Assam, jusqu'en Thaïlande, Viêt Nam et Chine.

## Habitat
Elle affectionne les forêts sèches et les savanes jusqu'à 700 m d'altitude.